# Bela II de Hungría
Bela II (en latín, Bela II; en húngaro, II. Béla; en eslovaco, Belo II; c. 1109-13 de febrero de 1141), llamado «el Ciego» (en húngaro, Vak Béla; en croata, Bela Slijepi; en eslovaco, Belo Slepý), fue rey de Hungría y Croacia desde 1131 hasta su muerte. Fue cegado junto con su padre Álmos por orden de su tío, el rey Colomán. Bela creció en los monasterios durante el reinado del hijo de Colomán, Esteban II. El monarca sin hijos organizó el matrimonio de Bela con Helena de Rascia, quien se convertiría en cogobernante con su marido durante el reinado.
Fue coronado rey unos dos meses después de la muerte de Esteban II, lo que implica que su ascensión al trono no ocurrió sin oposición. Dos purgas violentas sucedieron entre los partisanos de sus antecesores para fortalecer el gobierno de Bela. El supuesto hijo del rey Colomán, Boris, intentó destronarlo, pero el rey y sus aliados derrotaron a las tropas del pretendiente en 1132. En la segunda mitad del reinado de Bela, Hungría adoptó una política exterior activa. Bosnia y Split aparentemente aceptaron la suzeranía de Bela hacia 1136.

## Primeros años

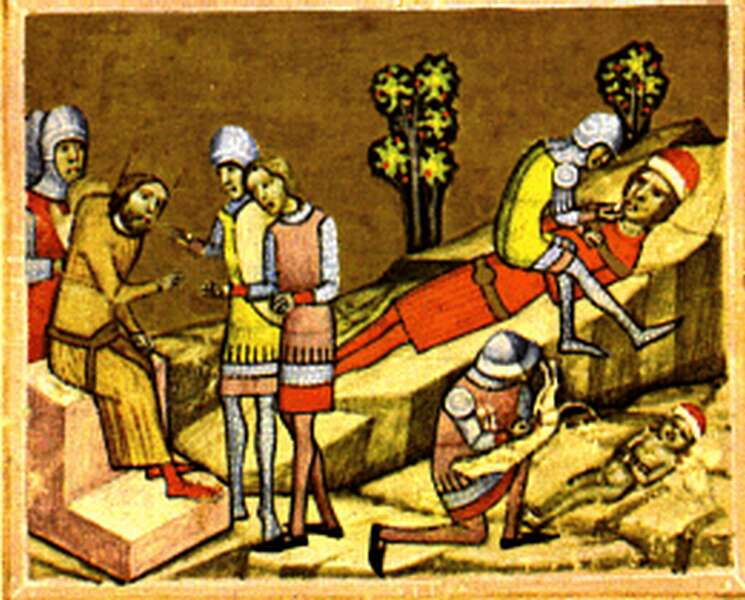
El infante Bela y su padre Álmos son cegados por orden del rey Colomán (miniatura de la Crónica iluminada).

Fue el hijo único del duque Álmos —hermano menor del rey Colomán de Hungría— y su esposa Predslava de Kiev. Los historiadores Gyula Kristó y Ferenc Makk argumentaron que Bela nació entre 1108 y 1110. Álmos planeó varias conspiraciones para destronar a su hermano. En venganza, el rey privó a Álmos de su ducado (ducatus) entre 1105 y 1108. Álmos no renunció a sus ambiciones y el rey Colomán lo capturó y, junto al infante Bela, cegó entre 1112 y 1115 para asegurar una sucesión pacífica para su propio hijo, Esteban. Según una de las dos versiones de estos acontecimientos registradas en la Crónica iluminada (Chronicon Pictum), el monarca incluso ordenó que Bela fuera castrado, pero el soldado al que se le había encargado esa tarea se negó a ejecutar la orden.

[El] rey tomó al duque y a su hijo Bela y los cegó. También dio órdenes de que el bebé Bela fuera castrado. Pero el hombre que fue instruido a cegarlos temía a Dios y la esterilidad de la línea real, y por lo tanto, castró a un perro y llevó sus testículos al rey.
Crónica iluminada. 

Después de su cegamiento, Álmos vivió en el monasterio de Dömös, que había fundado años. Kristó y Makk indicaron que es probable que Bela vivió con su padre en ese lugar. Los Anales de Presburgo (Annales Posonienses) relatan que «el niño creció bajo el reinado del hijo del rey Colomán, Esteban», quien ascendió al trono en 1116. Después de haber urdido un fallido complot contra el monarca, Álmos abandonó el monasterio y huyó a Constantinopla en c. 1125. Por razones desconocidas, Bela no siguió a su padre al Imperio bizantino. La Crónica iluminada narra que se mantuvo «escondido en Hungría de la furia» del rey. Bela se estableció en la abadía de Pécsvárad, cuyo abad le protegió en secreto.
Álmos murió en el exilio el 1 de septiembre de 1127. Según la Crónica iluminada, los partisanos de Bela «revelaron al monarca, que creía que había muerto después de su cegamiento, que Bela estaba vivo». Al escuchar esto, el rey Esteban II «se regocijó con gran alegría, porque sabía sin lugar a dudas que [Bela] no tendría heredero». El monarca incluso arregló el matrimonio de Bela con Helena de Rascia y concedió Tolna a la pareja en c. 1129.
El rey Esteban II murió a principios de 1131. Una fuente tardía —la crónica turca otomana conocida como La historia de los húngaros (Tarih-i Üngürüs)— dice que Bela ascendió al trono después de que el sobrino de su predecesor, Saúl —a quien Esteban II había nombrado su heredero— falleció. Bela II fue coronado en Székesfehérvár el 28 de abril, lo que confirma la fiabilidad de este informe. Sin embargo, no existe consenso académico sobre las circunstancias exactas del ascenso al trono. Según Gyula Kristó, Bela fue coronado después de una guerra civil entre sus partidarios y Saúl, pero Pál Engel no menciona algún conflicto relacionado con la sucesión.

## Reinado

### Consolidación (1131-1132)

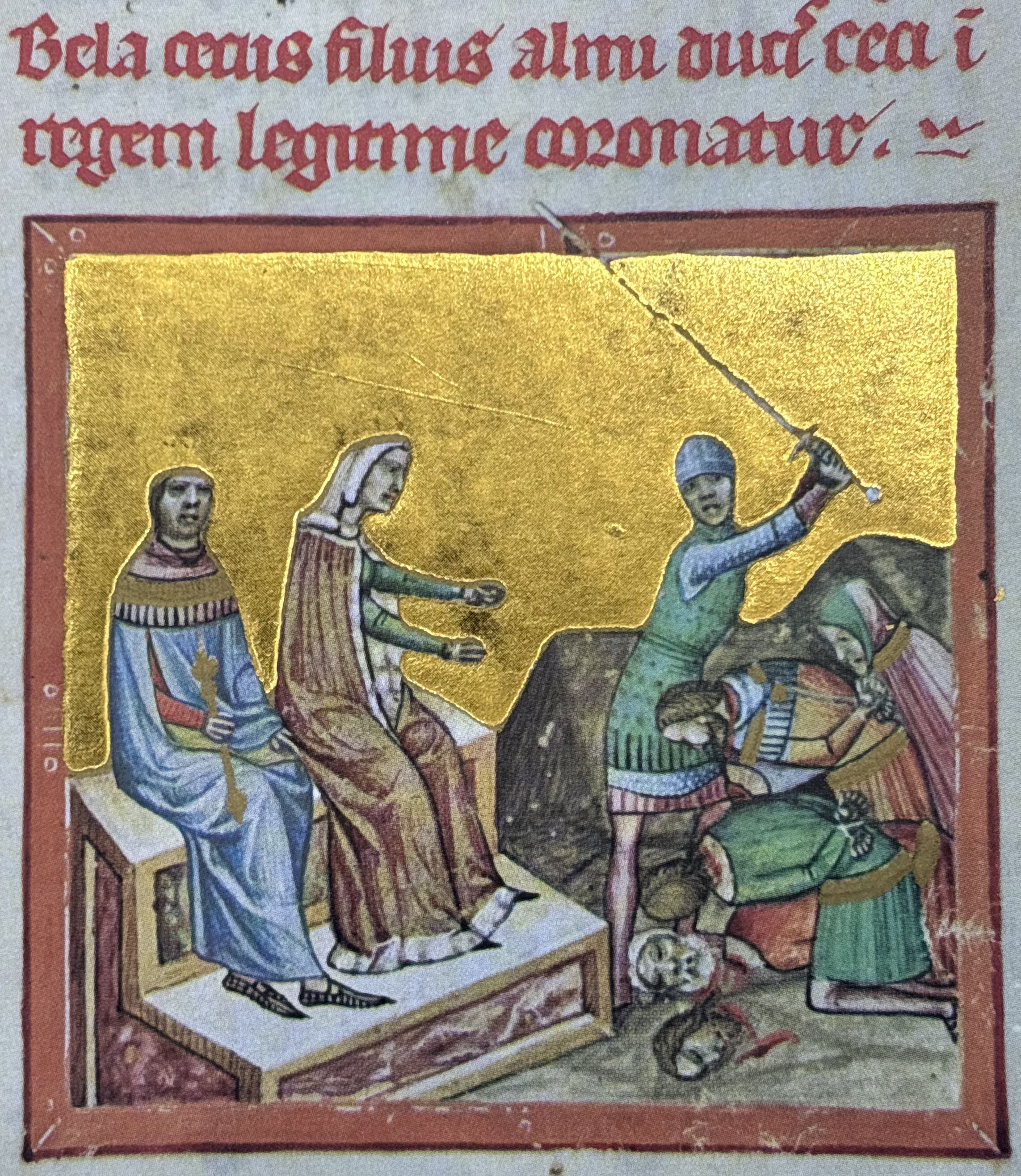
Masacre de los oponentes de Bela por orden de la reina consorte Helena en una asamblea en Arad en 1131 (Crónica iluminada).

La ceguera le impidió administrar su reino sin asistencia y depositó su confianza en su esposa y su hermano Belos. Tanto las cartas reales como las privadas del reinado de Bela enfatizan el papel preeminente de la reina Helena en el proceso de toma de decisiones y demuestran que el monarca consideraba a su esposa como su cogobernante. Según la Crónica iluminada, en «una asamblea del reino cerca de Arad» a principios de mediados de 1131, la reina Helena ordenó la matanza de los nobles acusados de haber sugerido el cegamiento de su marido al rey Colomán. Bela distribuyó los bienes de los magnates ejecutados entre las recién creadas iglesias colegiales de Arad y Óbuda del siglo XI.
Bela tenía buenas relaciones con el Sacro Imperio Romano Germánico, lo que puso en peligro los intereses de Boleslao III de Polonia, quien libró guerras contra los alemanes años antes. El monarca polaco decidió apoyar a Boris, un pretendiente a la Corona húngara. Boris era hijo de la segunda esposa del rey Colomán —Eufemia de Kiev— y nació luego que ella fuera repudiada y desterrada por adulterio. Después de que Boris llegara a Polonia, un grupo de nobles húngaros se le unió. Otros enviaron mensajeros a Boris «para invitarlo a que viniera y con su ayuda pudiera reclamar el reino», según la Crónica iluminada. También trató de buscar ayuda en el emperador bizantino Juan II Comneno, sin éxito.
Acompañado por tropas polacas y kievitas, Boris irrumpió en Hungría a mediados de 1132. Bela entró en una alianza con Leopoldo III, margrave de Austria. Antes de lanzar un contrataque contra Boris, Bela convocó un concejo cerca del río Sajó. La Crónica iluminada relata que el rey preguntó «a los eminentes hombres de Hungría» que estaban presentes si podían constatar que de Boris era «bastardo o hijo del rey Colomán». Los partisanos del rey atacaron y asesinaron a aquellos que demostraron ser «desleales y divididos en sus mentes» durante la reunión. Boris creyó que la mayoría de los señores húngaros apoyaba su pretensión y en vano envió a uno de sus partidarios al campamento de Bela para incitar al séquito del rey a un motín.

[Sansón] se propuso ir a la asamblea del rey y allí abierta y públicamente insultarle. Los [presentes] aproba[ron la idea] y [Boris también], engañados por la vacía esperanza, le dieron muchas gracias; porque quería completar lo que había comenzado, y pensó que después de que el rey hubiera sido insultado, el reino sería suyo. El monarca había colocado su puesto cerca del río Sajó, y sentado en su tienda con sus nobles y soldados, vio [Sansón] que había entrado y le dijo al rey: “¿Qué está haciendo con el reino, vil perro? Es mejor que tu señor [Boris] tenga el reino y que vivas en tu monasterio, como lo hizo tu padre”. Hubo conmoción entre los nobles del reino, y Johannes, el hijo de Otto, el notario del rey [...], le dijo al conde Bud: “¿Por qué estamos esperando?, ¿por qué no lo capturamos?”. Cuando se acertaron para detenerlo, saltó precipitadamente sobre un caballo y huyó.
Crónica iluminada. 

Bela intentó convencer al monarca polaco de dejar de apoyar al pretendiente. Sin embargo, Boleslao permaneció leal a Boris. En la batalla decisiva que se libró en el río Sajó el 22 de julio de 1132, las tropas húngaras y austriacas derrotaron a Boris y sus aliados.

### Expansión (1132-1139)

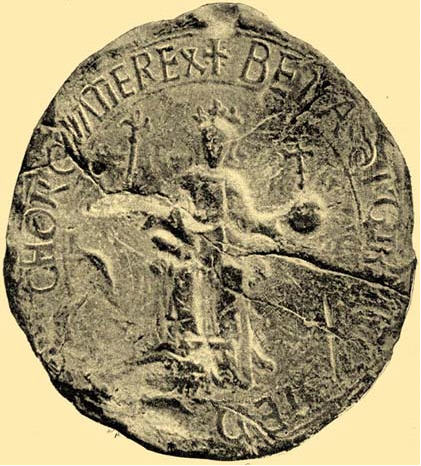
Sello del rey Bela II.

Boleslao III de Polonia no pudo socorrer a Boris después de la batalla del Sajó. Los aliados de Bela —Sobeslav I de Bohemia y Volodimirko de Przemyśl— organizaron incursiones continuas a Polonia entre 1132 y 1135. Sobeslav visitó con regularidad la corte de Béla en 1133, 1134, 1137 y 1139. El monarca checo incluso persuadió al emperador alemán Lotario III a obligar a Boleslao III a que abandonara a Boris y reconociera el reinado de Bela en Hungría en agosto de 1135.
Hungría adoptó una política expansionista tras los intentos de Boris para destronar a Bela. El cronista Tomás el arquidiácono escribió que Gaudio —arzobispo de Spalato (Split) desde 1136— «gozó de gran favor con los reyes de Hungría» y «frecuentemente visitó su corte». El informe sugiere que Spalato aceptó la suzeranía de Béla II en c. 1136, pero esta interpretación de las fuentes no es aceptada universalmente por los historiadores. Las circunstancias exactas que rodean la sumisión de Bosnia son desconocidas, pero la región parece haber consentido la suzeranía húngara sin resistencia por 1137. El historiador John V. A. Fine indició que las zonas al nordeste de la provincia formaron parte de la dote de la reina Helena. Alrededor de 1137, el ejército húngaro penetró en el valle del río Rama, un afluente del Neretva. Aunque Bela asumió el título de rey de Rama en señal de la nueva conquista, la ocupación permanente de esa región no está probada.
Las tropas húngaras participaron en una campaña lanzada por el gran príncipe Yaropolk II contra Vsévolod II en 1139. Bela fortaleció su alianza con el Sacro Imperio Romano Germánico. Con este propósito, dio apoyo financiero a las misiones de Otón de Bamberg entre los pomeranios y arregló el compromiso de su hija Sofía con Enrique, hijo del nuevo rey alemán Conrado III en junio de 1139.

### Últimos años (1139-1141)
Según las crónicas húngaras, en los últimos años de su vida, Bela bebía mucho licor. Sus cortesanos aprovecharon su embriaguez para recibir concesiones. Cuando estaba en estupor alcohólico, a veces ordenaba la ejecución de hombres inocentes. Murió el 13 de febrero de 1141, «en el idus de febrero, un jueves». Fue enterrado en la catedral de Székesfehérvár.

Después de que el rey Bela había establecido en su autoridad del reino, se entregó mucho con el vino. Sus cortesanos consiguieron todo lo que pedían [pues] el rey en su embriaguez lo concedería, y después de su borrachera no podía dar marcha atrás. En su embriaguez entregó a Poch y Saúl, quienes estaban en órdenes religiosas, en manos de sus enemigos, y fueron asesinados sin causa.
Crónica iluminada. 

## Matrimonio y descendencia
El rey Esteban II, primo de Bela, organizó la boda de él con Helena de Rascia a principios de 1129. Helena era una hija de Uros I y su esposa Ana, cuyo origen es incierto. La reina Helena dio a luz al menos a seis hijos. El primero de ellos, el futuro rey Geza II, nació en 1130. Tres hermanos —Ladislao, Esteban y Álmos— nacieron a principios de los años 1130. Sofía, la primera hija de la pareja real, nació alrededor de 1135; pasó sus últimos años como monja en la abadía de Admont después de su compromiso con Enrique Berenguer se rompió. La hija más joven de Bela, Isabel, nació en c. 1140 y se casó con Miecislao III de Polonia.
La siguiente genealogía presenta los antepasados de Bela II de Hungría y sus familiares mencionados en el artículo:
|       |       |       |       |                    |                    |                    |                    | Sofía*             | Sofía*             | Sofía*     | Sofía*     | Sofía*     | Sofía*     |         |         | Geza I            | Geza I            | Geza I            | Geza I            | Geza I            | Geza I            |                 |                 | sinadena desconocida* | sinadena desconocida* | sinadena desconocida* | sinadena desconocida* | sinadena desconocida* | sinadena desconocida* |            |            |  |  |       |       |       |       |                    |                    |                    |                    |                    |                    |                   |                   |                   |                   |                  |                  |                  |                  |        |        |        |        |  |  |                          |                          |                          |                          |                          |                          |  |  |
|       |       |       |       |                    |                    |                    |                    | Sofía*             | Sofía*             | Sofía*     | Sofía*     | Sofía*     | Sofía*     |         |         | Geza I            | Geza I            | Geza I            | Geza I            | Geza I            | Geza I            |                 |                 | sinadena desconocida* | sinadena desconocida* | sinadena desconocida* | sinadena desconocida* | sinadena desconocida* | sinadena desconocida* |            |            |  |  |       |       |       |       |                    |                    |                    |                    |                    |                    |                   |                   |                   |                   |                  |                  |                  |                  |        |        |        |        |  |  |                          |                          |                          |                          |                          |                          |  |  |
|       |       |       |       |                    |                    |                    |                    |                    |                    |            |            |            |            |         |         |                   |                   |                   |                   |                   |                   |                 |                 |                       |                       |                       |                       |                       |                       |            |            |  |  |       |       |       |       |                    |                    |                    |                    |                    |                    |                   |                   |                   |                   |                  |                  |                  |                  |        |        |        |        |  |  |                          |                          |                          |                          |                          |                          |  |  |
|       |       |       |       |                    |                    |                    |                    |                    |                    |            |            |            |            |         |         |                   |                   |                   |                   |                   |                   |                 |                 |                       |                       |                       |                       |                       |                       |            |            |  |  |       |       |       |       |                    |                    |                    |                    |                    |                    |                   |                   |                   |                   |                  |                  |                  |                  |        |        |        |        |  |  |                          |                          |                          |                          |                          |                          |  |  |
|       |       |       |       | Felicia de Sicilia | Felicia de Sicilia | Felicia de Sicilia | Felicia de Sicilia | Felicia de Sicilia | Felicia de Sicilia |            |            | Colomán    | Colomán    | Colomán | Colomán | Colomán           | Colomán           |                   |                   | Eufemia de Kiev   | Eufemia de Kiev   | Eufemia de Kiev | Eufemia de Kiev | Eufemia de Kiev       | Eufemia de Kiev       |                       |                       |                       |                       |            |            |  |  | Álmos | Álmos | Álmos | Álmos | Álmos              | Álmos              |                    |                    | Predslava de Kiev  | Predslava de Kiev  | Predslava de Kiev | Predslava de Kiev | Predslava de Kiev | Predslava de Kiev |                  |                  |                  |                  |        |        |        |        |  |  |                          |                          |                          |                          |                          |                          |  |  |
|       |       |       |       | Felicia de Sicilia | Felicia de Sicilia | Felicia de Sicilia | Felicia de Sicilia | Felicia de Sicilia | Felicia de Sicilia |            |            | Colomán    | Colomán    | Colomán | Colomán | Colomán           | Colomán           |                   |                   | Eufemia de Kiev   | Eufemia de Kiev   | Eufemia de Kiev | Eufemia de Kiev | Eufemia de Kiev       | Eufemia de Kiev       |                       |                       |                       |                       |            |            |  |  | Álmos | Álmos | Álmos | Álmos | Álmos              | Álmos              |                    |                    | Predslava de Kiev  | Predslava de Kiev  | Predslava de Kiev | Predslava de Kiev | Predslava de Kiev | Predslava de Kiev |                  |                  |                  |                  |        |        |        |        |  |  |                          |                          |                          |                          |                          |                          |  |  |
|       |       |       |       |                    |                    |                    |                    |                    |                    |            |            |            |            |         |         |                   |                   |                   |                   | (?)               |                   |                 |                 |                       |                       |                       |                       |                       |                       |            |            |  |  |       |       |       |       |                    |                    |                    |                    |                    |                    |                   |                   |                   |                   |                  |                  |                  |                  |        |        |        |        |  |  |                          |                          |                          |                          |                          |                          |  |  |
|       |       |       |       |                    |                    |                    |                    |                    |                    |            |            |            |            |         |         |                   |                   |                   |                   |                   |                   |                 |                 |                       |                       |                       |                       |                       |                       |            |            |  |  |       |       |       |       |                    |                    |                    |                    |                    |                    |                   |                   |                   |                   |                  |                  |                  |                  |        |        |        |        |  |  |                          |                          |                          |                          |                          |                          |  |  |
| Sofía | Sofía | Sofía | Sofía | Sofía              | Sofía              |                    |                    | Esteban II         | Esteban II         | Esteban II | Esteban II | Esteban II | Esteban II |         |         | Boris Kolomanović | Boris Kolomanović | Boris Kolomanović | Boris Kolomanović | Boris Kolomanović | Boris Kolomanović |                 |                 |                       |                       |                       |                       |                       |                       |            |            |  |  |       |       |       |       | Bela II de Hungría | Bela II de Hungría | Bela II de Hungría | Bela II de Hungría | Bela II de Hungría | Bela II de Hungría |                   |                   | Helena de Rascia  | Helena de Rascia  | Helena de Rascia | Helena de Rascia | Helena de Rascia | Helena de Rascia |        |        |        |        |  |  |                          |                          |                          |                          |                          |                          |  |  |
| Sofía | Sofía | Sofía | Sofía | Sofía              | Sofía              |                    |                    | Esteban II         | Esteban II         | Esteban II | Esteban II | Esteban II | Esteban II |         |         | Boris Kolomanović | Boris Kolomanović | Boris Kolomanović | Boris Kolomanović | Boris Kolomanović | Boris Kolomanović |                 |                 |                       |                       |                       |                       |                       |                       |            |            |  |  |       |       |       |       | Bela II de Hungría | Bela II de Hungría | Bela II de Hungría | Bela II de Hungría | Bela II de Hungría | Bela II de Hungría |                   |                   | Helena de Rascia  | Helena de Rascia  | Helena de Rascia | Helena de Rascia | Helena de Rascia | Helena de Rascia |        |        |        |        |  |  |                          |                          |                          |                          |                          |                          |  |  |
|       |       |       |       |                    |                    |                    |                    |                    |                    |            |            |            |            |         |         |                   |                   |                   |                   |                   |                   |                 |                 |                       |                       |                       |                       |                       |                       |            |            |  |  |       |       |       |       |                    |                    |                    |                    |                    |                    |                   |                   |                   |                   |                  |                  |                  |                  |        |        |        |        |  |  |                          |                          |                          |                          |                          |                          |  |  |
|       |       |       |       |                    |                    |                    |                    |                    |                    |            |            |            |            |         |         |                   |                   |                   |                   |                   |                   |                 |                 |                       |                       |                       |                       |                       |                       |            |            |  |  |       |       |       |       |                    |                    |                    |                    |                    |                    |                   |                   |                   |                   |                  |                  |                  |                  |        |        |        |        |  |  |                          |                          |                          |                          |                          |                          |  |  |
| Saúl  | Saúl  | Saúl  | Saúl  | Saúl               | Saúl               |                    |                    |                    |                    | Geza II    | Geza II    | Geza II    | Geza II    | Geza II | Geza II |                   |                   | Ladislao II       | Ladislao II       | Ladislao II       | Ladislao II       | Ladislao II     | Ladislao II     |                       |                       | Esteban IV            | Esteban IV            | Esteban IV            | Esteban IV            | Esteban IV | Esteban IV |  |  | Álmos | Álmos | Álmos | Álmos | Álmos              | Álmos              |                    |                    | Sofía              | Sofía              | Sofía             | Sofía             | Sofía             | Sofía             |                  |                  | Isabel           | Isabel           | Isabel | Isabel | Isabel | Isabel |  |  | Miecislao III de Polonia | Miecislao III de Polonia | Miecislao III de Polonia | Miecislao III de Polonia | Miecislao III de Polonia | Miecislao III de Polonia |  |  |
| Saúl  | Saúl  | Saúl  | Saúl  | Saúl               | Saúl               |                    |                    |                    |                    | Geza II    | Geza II    | Geza II    | Geza II    | Geza II | Geza II |                   |                   | Ladislao II       | Ladislao II       | Ladislao II       | Ladislao II       | Ladislao II     | Ladislao II     |                       |                       | Esteban IV            | Esteban IV            | Esteban IV            | Esteban IV            | Esteban IV | Esteban IV |  |  | Álmos | Álmos | Álmos | Álmos | Álmos              | Álmos              |                    |                    | Sofía              | Sofía              | Sofía             | Sofía             | Sofía             | Sofía             |                  |                  | Isabel           | Isabel           | Isabel | Isabel | Isabel | Isabel |  |  | Miecislao III de Polonia | Miecislao III de Polonia | Miecislao III de Polonia | Miecislao III de Polonia | Miecislao III de Polonia | Miecislao III de Polonia |  |  |

* No se sabe si la primera o segunda esposa de Geza fue la madre de sus hijos.

## Ancestros
| \| \| \| \| \| \| \| \| \| \| \| \| \| \| \| \| \| \| \| \| 16. Basilio \| \| \| \| \| \| \| \| \| \| \| \| \| \| \| \| \| \| \| \| \| \| \| \| \| \| \| \| \| \| \| \| \| \| \| \| \| \| \| \| \| \| \| \| \| \| \| \| \| \| \| \| \| \| 8. Bela I de Hungría \| \| \| \| \| \| \| \| \| \| \| \| \| \| \| \| \| \| \| \| \| \| \| \| \| \| \| \| \| \| \| \| \| \| \| \| \| \| \| \| \| \| \| \| \| \| \| \| \| \| \| \| \| \| 17. dama del clan Tátony \| \| \| \| \| \| \| \| \| \| \| \| \| \| \| \| \| \| \| \| \| \| \| \| \| \| \| \| \| \| \| \| \| \| \| \| \| \| \| \| \| \| \| \| \| \| \| \| \| \| \| \| \| \| 4. Geza I de Hungría \| \| \| \| \| \| \| \| \| \| \| \| \| \| \| \| \| \| \| \| \| \| \| \| \| \| \| \| \| \| \| \| \| \| \| \| \| \| \| \| \| \| \| \| \| \| \| \| \| \| \| \| \| \| 18. Miecislao II Lampert de Polonia \| \| \| \| \| \| \| \| \| \| \| \| \| \| \| \| \| \| \| \| \| \| \| \| \| \| \| \| \| \| \| \| \| \| \| \| \| \| \| \| \| \| \| \| \| \| \| \| \| \| \| \| \| \| 9. Riquilda de Polonia \| \| \| \| \| \| \| \| \| \| \| \| \| \| \| \| \| \| \| \| \| \| \| \| \| \| \| \| \| \| \| \| \| \| \| \| \| \| \| \| \| \| \| \| \| \| \| \| \| \| \| \| \| \| 19. Riquilda de Lotaringia \| \| \| \| \| \| \| \| \| \| \| \| \| \| \| \| \| \| \| \| \| \| \| \| \| \| \| \| \| \| \| \| \| \| \| \| \| \| \| \| \| \| \| \| \| \| \| \| \| \| \| \| \| \| 2. Álmos \| \| \| \| \| \| \| \| \| \| \| \| \| \| \| \| \| \| \| \| \| \| \| \| \| \| \| \| \| \| \| \| \| \| \| \| \| \| \| \| \| \| \| \| \| \| \| \| \| \| \| \| \| \| 5. Sofía \| \| \| \| \| \| \| \| \| \| \| \| \| \| \| \| \| \| \| \| \| \| \| \| \| \| \| \| \| \| \| \| \| \| \| \| \| \| \| \| \| \| \| \| \| \| \| \| \| \| \| \| \| \| 1. Bela II de Hungría \| \| \| \| \| \| \| \| \| \| \| \| \| \| \| \| \| \| \| \| \| \| \| \| \| \| \| \| \| \| \| \| \| \| \| \| \| \| \| \| \| \| \| \| \| \| \| \| \| \| \| \| \| \| 24. Yaroslav I de Kiev \| \| \| \| \| \| \| \| \| \| \| \| \| \| \| \| \| \| \| \| \| \| \| \| \| \| \| \| \| \| \| \| \| \| \| \| \| \| \| \| \| \| \| \| \| \| \| \| \| \| \| \| \| \| 12. Iziaslav I of Kiev \| \| \| \| \| \| \| \| \| \| \| \| \| \| \| \| \| \| \| \| \| \| \| \| \| \| \| \| \| \| \| \| \| \| \| \| \| \| \| \| \| \| \| \| \| \| \| \| \| \| \| \| \| \| 25. Ingegerd Olofsdotter de Suecia \| \| \| \| \| \| \| \| \| \| \| \| \| \| \| \| \| \| \| \| \| \| \| \| \| \| \| \| \| \| \| \| \| \| \| \| \| \| \| \| \| \| \| \| \| \| \| \| \| \| \| \| \| \| 6. Sviatopolk II de Kiev \| \| \| \| \| \| \| \| \| \| \| \| \| \| \| \| \| \| \| \| \| \| \| \| \| \| \| \| \| \| \| \| \| \| \| \| \| \| \| \| \| \| \| \| \| \| \| \| \| \| \| \| \| \| 3. Predslava of Kiev \| \| \| \| \| \| \| \| \| \| \| \| \| \| \| \| \| \| \| \| \| \| \| \| \| \| \| \| \| \| \| \| \| \| \| \| \| \| \| \| \| \| \| \| \| \| \| \| \| \| \| \| |                                     |  |  |  |  |  |  |  |  |  |  |  |  |  |  |  |
| |                                     |  |  |  |  |  |  |  |  |  |  |  |  |  |  |  |
| | 16. Basilio                         |  |  |  |  |  |  |  |  |  |  |  |  |  |  |  |
| |                                     |  |  |  |  |  |  |  |  |  |  |  |  |  |  |  |
| |                                     |  |  |  |  |  |  |  |  |  |  |  |  |  |  |  |
| | 8. Bela I de Hungría                |  |  |  |  |  |  |  |  |  |  |  |  |  |  |  |
| |                                     |  |  |  |  |  |  |  |  |  |  |  |  |  |  |  |
| |                                     |  |  |  |  |  |  |  |  |  |  |  |  |  |  |  |
| | 17. dama del clan Tátony            |  |  |  |  |  |  |  |  |  |  |  |  |  |  |  |
| |                                     |  |  |  |  |  |  |  |  |  |  |  |  |  |  |  |
| |                                     |  |  |  |  |  |  |  |  |  |  |  |  |  |  |  |
| | 4. Geza I de Hungría                |  |  |  |  |  |  |  |  |  |  |  |  |  |  |  |
| |                                     |  |  |  |  |  |  |  |  |  |  |  |  |  |  |  |
| |                                     |  |  |  |  |  |  |  |  |  |  |  |  |  |  |  |
| | 18. Miecislao II Lampert de Polonia |  |  |  |  |  |  |  |  |  |  |  |  |  |  |  |
| |                                     |  |  |  |  |  |  |  |  |  |  |  |  |  |  |  |
| |                                     |  |  |  |  |  |  |  |  |  |  |  |  |  |  |  |
| | 9. Riquilda de Polonia              |  |  |  |  |  |  |  |  |  |  |  |  |  |  |  |
| |                                     |  |  |  |  |  |  |  |  |  |  |  |  |  |  |  |
| |                                     |  |  |  |  |  |  |  |  |  |  |  |  |  |  |  |
| | 19. Riquilda de Lotaringia          |  |  |  |  |  |  |  |  |  |  |  |  |  |  |  |
| |                                     |  |  |  |  |  |  |  |  |  |  |  |  |  |  |  |
| |                                     |  |  |  |  |  |  |  |  |  |  |  |  |  |  |  |
| | 2. Álmos                            |  |  |  |  |  |  |  |  |  |  |  |  |  |  |  |
| |                                     |  |  |  |  |  |  |  |  |  |  |  |  |  |  |  |
| |                                     |  |  |  |  |  |  |  |  |  |  |  |  |  |  |  |
| | 5. Sofía                            |  |  |  |  |  |  |  |  |  |  |  |  |  |  |  |
| |                                     |  |  |  |  |  |  |  |  |  |  |  |  |  |  |  |
| |                                     |  |  |  |  |  |  |  |  |  |  |  |  |  |  |  |
| | 1. Bela II de Hungría               |  |  |  |  |  |  |  |  |  |  |  |  |  |  |  |
| |                                     |  |  |  |  |  |  |  |  |  |  |  |  |  |  |  |
| |                                     |  |  |  |  |  |  |  |  |  |  |  |  |  |  |  |
| | 24. Yaroslav I de Kiev              |  |  |  |  |  |  |  |  |  |  |  |  |  |  |  |
| |                                     |  |  |  |  |  |  |  |  |  |  |  |  |  |  |  |
| |                                     |  |  |  |  |  |  |  |  |  |  |  |  |  |  |  |
| | 12. Iziaslav I of Kiev              |  |  |  |  |  |  |  |  |  |  |  |  |  |  |  |
| |                                     |  |  |  |  |  |  |  |  |  |  |  |  |  |  |  |
| |                                     |  |  |  |  |  |  |  |  |  |  |  |  |  |  |  |
| | 25. Ingegerd Olofsdotter de Suecia  |  |  |  |  |  |  |  |  |  |  |  |  |  |  |  |
| |                                     |  |  |  |  |  |  |  |  |  |  |  |  |  |  |  |
| |                                     |  |  |  |  |  |  |  |  |  |  |  |  |  |  |  |
| | 6. Sviatopolk II de Kiev            |  |  |  |  |  |  |  |  |  |  |  |  |  |  |  |
| |                                     |  |  |  |  |  |  |  |  |  |  |  |  |  |  |  |
| |                                     |  |  |  |  |  |  |  |  |  |  |  |  |  |  |  |
| | 3. Predslava of Kiev                |  |  |  |  |  |  |  |  |  |  |  |  |  |  |  |
| |                                     |  |  |  |  |  |  |  |  |  |  |  |  |  |  |  |
| |                                     |  |  |  |  |  |  |  |  |  |  |  |  |  |  |  |